# Совет обороны Российской Федерации
Совет обороны Российской Федерации — в 1996—1998 годах, постоянно действующий совещательный орган, осуществлявший подготовку решений Президента Российской Федерации — России в области военного строительства, реализации важнейших решений Совета Безопасности России по стратегическим вопросам оборонной политики.

## История
Образован Указом Президента Российской Федерации от 25 июля 1996 г. № 1102 в соответствии со статьей 87 Конституции Российской Федерации, статьями 1 и 4 Федерального закона «Об обороне». Этим же указом Секретарем Совета обороны Российской Федерации, помощником Президента Российской Федерации назначен Батурин Юрий Михайлович, утверждено Положение о Совете обороны и его состав.
Совет Обороны был создан как формально подчинённый Совету Безопасности России орган, способный, при некоторых обстоятельствах конкурировать с Советом Безопасности и оттеснить его от принятия решений административно-бюрократическими методами. Такое организационное решение, с существенной вероятностью было связано с личностью секретаря Совета Безопасности Александра Лебедя, который вызывал у президента Б. Ельцина опасение своей неподконтрольностью и политическими амбициями. Аппарат Совета обороны был включен  в  Администрацию  Президента  Российской  Федерации  в  статусе главного управления.
Согласно Положению (пункт 2) — 

Совет обороны вырабатывает решения по таким важным вопросам, как меры по подготовке к защите Российской Федерации от вооружённого нападения либо непосредственной защите Российской Федерации от вооруженного нападения, выработка общей концепции военного строительства, координация и контроль деятельности Вооруженных Сил Российской Федерации, других войск и воинских формирований, определение их задач, состава и численности в соответствии с Конституцией Российской Федерации, Федеральным законом «Об обороне», иными законодательными актами и международными договорами Российской Федерации, а также настоящим Положением.
Указом Президента России от 6 июня 1997 г. № 552 при Совете обороны образованы комиссия по военному строительству и комиссия по финансовому и экономическому обеспечению военной реформы.
На комиссию по военному строительству при Совете обороны была возложена подготовка предложений, направленных на осуществление первоочередных мер по реформированию Вооруженных Сил Российской Федерации, других войск, воинских формирований и органов, а также проекта концепции военного строительства в Российской Федерации (до 2001 года и 2005 года).
На комиссию по финансовому и экономическому обеспечению военной реформы при Совете обороны была возложена подготовка предложений, касающихся финансово-экономического обеспечения первоочередных мер по реформированию Вооруженных Сил Российской Федерации, других войск, воинских формирований и органов, стабилизации финансово-экономической обстановки в них, а также реализации концепции военного строительства в Российской Федерации (до 2001 года и 2005 года).
Указом Президента Российской Федерации от 17 июня 1997 г. № 609 образовано постоянное совещание по кадровым вопросам при Совете обороны Российской Федерации для рассмотрения вопросов о назначении военнослужащих на должности руководителей федеральных органов исполнительной власти и других государственных органов, о присвоении военнослужащим воинских званий генерала армии и Маршала Российской Федерации.
Указом Президента Российской Федерации от 19 июля 1997 г. № 731 утверждены Положение о комиссии по военному строительству при Совете обороны Российской Федерации и Положение о комиссии по финансовому и экономическому обеспечению военной реформы при Совете обороны Российской Федерации.
Указом Президента Российской Федерации от 28 августа 1997 г. № 946 в составе Администрации Президента Российской Федерации образована Государственная военная инспекция Президента Российской Федерации, которую возглавил Государственный военный инспектор Российской Федерации — Секретарь Совета обороны Российской Федерации (должность Секретаря Совета обороны Российской Федерации была упразднена).
Указом Президента Российской Федерации от 3 марта 1998 г. № 220 Совет обороны Российской Федерации, комиссии, образованные в составе Совета обороны и при этом Совете были упразднены в связи с дублированием его функций с Советом Безопасности Российской Федерации.

## Состав Совета
Состав Совета, утвержденный Указом Президента Российской Федерации от 25 июля 1996 г. № 1102
1. Ельцин Борис Николаевич — Президент Российской Федерации (Председатель Совета обороны)
2. Черномырдин Виктор Степанович — Председатель Правительства Российской Федерации (заместитель Председателя Совета обороны)
3. Батурин Юрий Михайлович — помощник Президента Российской Федерации (Секретарь Совета обороны)
4. Велихов Евгений Павлович — вице-президент Российской академии наук (по согласованию)
5. Ковалев Николай Дмитриевич — директор ФСБ России
6. Кокошин Андрей Афанасьевич — статс-секретарь — первый заместитель Министра обороны Российской Федерации
7. Колесников Михаил Петрович — начальник Генерального штаба Вооруженных Сил Российской Федерации — первый заместитель Министра обороны Российской Федерации
8. Куликов Анатолий Сергеевич — Министр внутренних дел Российской Федерации
9. Лебедь Александр Иванович — Секретарь Совета Безопасности Российской Федерации, помощник Президента Российской Федерации по национальной безопасности
10. Николаев Андрей Иванович — директор ФПС России
11. Пак Зиновий Петрович — Министр оборонной промышленности Российской Федерации
12. Петров Владимир Анатольевич — первый заместитель Министра финансов Российской Федерации
13. Примаков Евгений Максимович — Министр иностранных дел Российской Федерации
14. Родионов Игорь Николаевич — Министр обороны Российской Федерации
15. Степашин Сергей Вадимович — руководитель Административного департамента Аппарата Правительства Российской Федерации
16. Трубников Вячеслав Иванович — директор СВР России
17. Чубайс Анатолий Борисович — Руководитель Администрации Президента Российской Федерации, в соответствии с Указом Президента Российской Федерации от 6 июня 1997 г. № 552 наименование должности — Первый заместитель Председателя Правительства Российской Федерации — Министр финансов Российской Федерации
18. Ясин Евгений Григорьевич — Министр экономики Российской Федерации

Указом Президента Российской Федерации от 16 ноября 1996 г. № 1554 из состава Совета выведены Колесников М. П. и Лебедь А. И.; в состав Совета введены:
1. Рыбкин Иван Петрович — Секретарь Совета Безопасности Российской Федерации
2. Самсонов Виктор Николаевич — начальник Генерального штаба Вооруженных Сил Российской Федерации — первый заместитель Министра обороны Российской Федерации

Указом Президента Российской Федерации от 6 июня 1997 г. № 552 из состава Совета выведены Пак 3.П., Родионов И. Н., Самсонов В. Н., Ясин Е. Г.; в состав Совета введены:
1. Сергеев Игорь Дмитриевич — Министр обороны Российской Федерации
2. Уринсон Яков Моисеевич — Заместитель Председателя Правительства Российской Федерации — Министр экономики Российской Федерации
3. Юмашев Валентин Борисович — Руководитель Администрации Президента Российской Федерации

Указом Президента Российской Федерации от 17 июня 1997 г. № 609 в состав Совета введен Савостьянов Евгений Вадимович — заместитель Руководителя Администрации Президента Российской Федерации
Указом Президента Российской Федерации от 28 августа 1997 г. № 946 Батурин Юрий Михайлович освобожден от должности Секретаря Совета обороны Российской Федерации, Кокошин Андрей Афанасьевич назначен Государственным военным инспектором Российской Федерации — Секретарем Совета обороны Российской Федерации
Указом Президента Российской Федерации от 3 марта 1998 г. № 219 Кокошин Андрей Афанасьевич освобожден от должности Государственного военного инспектора Российской Федерации — Секретаря Совета обороны Российской Федерации и назначен Секретарем Совета Безопасности Российской Федерации

## Аппарат Совета
Указом Президента Российской Федерации от 25 июля 1996 г. № 1102 в целях обеспечения деятельности Совета обороны образован аппарат Совета обороны Российской Федерации в количестве 53 человек, руководителем аппарата Совета обороны назначен Клименко Владимир Николаевич.
В соответствии с Положением о Совете обороны, утвержденным этим же указом, аппарат Совета обороны входил в Администрацию Президента Российской Федерации и имел статус главного управления Президента Российской Федерации.
В структуру аппарата входили Секретариат Совета обороны Российской Федерации (на правах управления) и 2 управления (в каждом по 2 отдела).
Указом Президента Российской Федерации от 14 августа 1996 г. № 1174 утверждено Положение об аппарате Совета обороны Российской Федерации.
Указом Президента Российской Федерации от 3 марта 1998 г. № 220 аппарат Совета обороны упразднен, Клименко В. Н. освобожден от должности руководителя аппарата Совета обороны Российской Федерации.

## Состав комиссии по военному строительству
Комиссия была образована в соответствии с Указом Президента Российской Федерации от 6 июня 1997 г. № 552. Однако, в дальнейшем был выпущен новый указ  от 26 мая 1998 г. No 594 «О Государственной комиссии Российской Федерации по военному строительству», регулирующий её работу. Одновременно с выпуском указа No 594 была упразднена Государственная военная инспекция, а её функции были переданы комиссии. В числе основных задач, поставленных перед ней, была подготовка предложений о правовом регулировании военного строительства. После ликвидации Совета Обороны комиссия просуществовала в качестве самостоятельного органа до 2000 года.
1. Черномырдин Виктор Степанович — Председатель Правительства Российской Федерации (председатель комиссии)
2. Сергеев Игорь Дмитриевич — Министр обороны Российской Федерации (заместитель председателя комиссии)
3. Батурин Юрий Михайлович — Секретарь Совета обороны Российской Федерации, помощник Президента Российской Федерации (ответственный секретарь комиссии) — Указом Президента Российской Федерации от 28 августа 1997 г. № 946 исключен из состава комиссии
4. Кинелев Владимир Георгиевич — Министр общего и профессионального образования Российской Федерации
5. Ковалев Николай Дмитриевич — директор ФСБ России
6. Кокошин Андрей Афанасьевич — статс-секретарь — первый заместитель Министра обороны Российской Федерации, в соответствии с Указом Президента Российской Федерации от 28 августа 1997 г. № 946 — Государственный военный инспектор Российской Федерации — Секретарь Совета обороны Российской Федерации (ответственный секретарь комиссии)
7. Кудрин Алексей Леонидович — первый заместитель Министра финансов Российской Федерации
8. Маслов Павел Тихонович — первый заместитель Министра внутренних дел Российской Федерации — начальник Главного штаба МВД России
9. Миронов Валерий Иванович — Главный военный эксперт при Председателе Правительства Российской Федерации
10. Немцов Борис Ефимович — Первый заместитель Председателя Правительства Российской Федерации — Министр топлива и энергетики Российской Федерации
11. Николаев Андрей Иванович — директор ФПС России
12. Орехов Руслан Геннадьевич — заместитель Руководителя Администрации Президента Российской Федерации — начальник Главного государственно-правового управления Президента Российской Федерации
13. Старовойтов Александр Владимирович — генеральный директор ФАПСИ
14. Степашин Сергей Вадимович — начальник Административного департамента Аппарата Правительства Российской Федерации
15. Уринсон Яков Моисеевич — Заместитель Председателя Правительства Российской Федерации — Министр экономики Российской Федерации
16. Шойгу Сергей Кужугетович — Министр Российской Федерации по делам гражданской обороны, чрезвычайным ситуациям и ликвидации последствий стихийных бедствий
17. Юмашев Валентин Борисович — Руководитель Администрации Президента Российской Федерации

## Состав комиссии по финансовому и экономическому обеспечению военной реформы
(в соответствии с Указом Президента Российской Федерации от 6 июня 1997 г. № 552)
1. Чубайс Анатолий Борисович — Первый заместитель Председателя Правительства Российской Федерации — Министр финансов Российской Федерации (председатель комиссии)
2. Уринсон Яков Моисеевич — Заместитель Председателя Правительства Российской Федерации — Министр экономики Российской Федерации (заместитель председателя комиссии)
3. Пискунов Александр Александрович — заместитель начальника Административного департамента Аппарата Правительства Российской Федерации (ответственный секретарь комиссии)
4. Алексашенко Сергей Владимирович — первый заместитель Председателя Банка России (по согласованию)
5. Батурин Юрий Михайлович — Секретарь Совета обороны Российской Федерации, помощник Президента Российской Федерации
6. Васильев Сергей Александрович — первый заместитель Руководителя Аппарата Правительства Российской Федерации
7. Воробьев Эдуард Аркадьевич — член Комитета Государственной Думы по обороне (по согласованию)
8. Дурбажев Владимир Андреевич — заместитель Министра внутренних дел Российской Федерации — начальник тыла
9. Журавлёв А. И. — заместитель руководителя аппарата Совета обороны Российской Федерации — заведующий Секретариатом Совета обороны Российской Федерации
10. Кокошин Андрей Афанасьевич — статс-секретарь — первый заместитель Министра обороны Российской Федерации
11. Лившиц Александр Яковлевич — заместитель Руководителя Администрации Президента Российской Федерации
12. Николаев Андрей Иванович — директор ФПС России
13. Мостовой Петр Петрович — руководитель ФСДН России
14. Олейник Георгий Семенович — начальник Главного управления военного бюджета и финансирования Минобороны России
15. Олефиренко Александр Владимирович — заместитель начальника Главного государственно-правового управления Президента Российской Федерации — начальник управления
16. Петров Владимир Анатольевич — статс-секретарь — первый заместитель Министра финансов Российской Федерации
17. Постышев Владимир Михайлович — заместитель Министра юстиции Российской Федерации
18. Пушкаренко А. Л. — начальник Управления экономической контрразведки ФСБ России
19. Пыльнев Виктор Викторович — заместитель председателя Госкомимущества России
20. Савостьянов Евгений Вадимович — заместитель Руководителя Администрации Президента Российской Федерации
21. Сергеев Игорь Дмитриевич — Министр обороны Российской Федерации
22. Смирнов Александр Васильевич — заместитель Министра финансов Российской Федерации, начальник Главного управления федерального казначейства Минфина России
23. Степашин Сергей Вадимович — начальник Административного департамента Аппарата Правительства Российской Федерации
24. Сысуев Олег Николаевич — Заместитель Председателя Правительства Российской Федерации — Министр труда и социального развития Российской Федерации
25. Шойгу Сергей Кужугетович — Министр Российской Федерации по делам гражданской обороны, чрезвычайным ситуациям и ликвидации последствий стихийных бедствий

## Состав постоянного совещания по кадровым вопросам
(в соответствии с Указом Президента Российской Федерации от 17 июня 1997 г. № 609)
1. Черномырдин Виктор Степанович — Председатель Правительства Российской Федерации
2. Юмашев Валентин Борисович — Руководитель Администрации Президента Российской Федерации
3. Батурин Юрий Михайлович — помощник Президента Российской Федерации
4. Орехов Руслан Геннадьевич — заместитель Руководителя Администрации Президента Российской Федерации — начальник Главного государственно-правового управления Президента Российской Федерации
5. Савостьянов Евгений Вадимович — заместитель Руководителя Администрации Президента Российской Федерации (секретарь постоянного совещания по кадровым вопросам при Совете обороны Российской Федерации)